# Victor Sá
João Victor Santos Sá, mais conhecido como Victor Sá (São José dos Campos, 27 de março de 1994), é um futebolista brasileiro que atua como ponta-esquerda. Atualmente joga pelo Krasnodar.

## Carreira

### Palmeiras
Natural de São José dos Campos, Victor Sá inicou sua carreira no futsal, mas ao ingressar no futebol de campo em 2010 começou nas categorias de base do Primeira Camisa, um projeto do ex-jogador Roque Júnior. Dois anos depois, teve uma passagem ainda pela base do Palmeiras, onde ficou ficou por três anos porém não foi aproveitado nos profissionais.

### Joseense
Sem muito espaço no time alviverde, Victor Sá foi jogar a Série A3 do Paulista pelo Joseense em 2014. Em 2015, num jogo contra a Inter de Limeira, um olheiro do Kapfenberg o observou e fez contato com o Joseense para contratá-lo, tendo migrado em 2015.

### Kapfenberg
Em 2015, Victor Sá foi contratado pelo Kapfenberg, da Áustria. Teve uma excelente passagem pelo clubes austríaco, tendo feito 30 gols em 69 jogos por duas temporadas que atuou no time.

### LASK
Depois de se destacar por duas temporadas seguidas no Kapfenberg, Victor Sá assinou com o LASK. Logo em sua estreia, marcou um dos gols na vitória por 2 a 0 sobre o Wolfsberger AC. Na temporada seguinte, Sá obteve um grande destaque ao ser vice-artilheiro do campeonato nacional com 13 gols marcados em 21 jogos, além de sete assistências. Além disso, foi artilheiro da Copa da Áustria de 2018–19 com seis gols, tendo também concedido quatro assistências.

### Wolfsburg
Após se destacar por quatro anos no campeonato austríaco, Victor Sá foi contratado e anunciado pelo Wolfsburg no dia 10 de junho de 2019, assinando até 2023 e utilizando a camisa 40. Na temporada 2020–21, ajudou o clube alemão a terminar em quarto lugar na Bundesliga e garantir uma vaga na Liga dos Campeões da UEFA, após seis anos ausente. Sá fez 27 jogos na temporada e marcou três gols, sendo um na Bundesliga e dois na Copa da Alemanha, tendo despertado interesse de clubes brasileiros por suas atuações. Fez ao todo 68 jogos pelos Lobos, com nove gols e oito assistências.

### Al-Jazira
Em 17 de agosto de 2021, Sá foi anunciado como novo reforço do Al-Jazira, dos Emirados Árabes Unidos, pelo valor de 3 milhões de euros (18 milhões de reais) e assinando contrato até 2023. Sá foi importante na conquista do título da Supercopa dos EAU sobre o Shabab Al Ahli, tendo concedido a assistência para Abdullah Ramadan fazer o gol do empate aos 88 minutos, forçando as penalidades após o empate de 1–1 no tempo normal. Converteu o seu pênalti e ajudou o clube árabe a vencer por 5–3, sendo seu primeiro título no clube. Ao todo, disputou 28 partidas, fez um gol e deu quatro assistências.

### Botafogo
Victor Sá foi anunciado pelo clube Botafogo em 26 de março de 2022, custando cerca de 13 milhões de reais, assinando contrato até 2025.
Em 2024, o atleta demonstrou interesse em deixar o clube e após duas semanas de negociações, foi negociado com o Krasnodar. Um dia antes de sua venda, fez sua última partida com a camisa alvinegra no empate de 1-1 contra o Aurora, da Bolívia, partida válida pela segunda fase da Libertadores.
O atleta deixa o clube com 94 jogos e 10 gols marcados. Conquistou um título: a Taça Rio de 2023. Ele foi uma das primeiras contratações da SAF de John Textor.

### Krasnodar
Em 22 de fevereiro de 2024, foi vendido para o Krasnodar, da Rússia.

## Estatísticas
Atualizado até 27 de março de 2022.

### Clubes
| Equipe            | Temporada         | Campeonato nacional | Campeonato nacional | Campeonato nacional | Copa nacional[a] | Copa nacional[a] | Copa nacional[a] | Competições continentais[b] | Competições continentais[b] | Competições continentais[b] | Outros torneios[c] | Outros torneios[c] | Outros torneios[c] | Total | Total | Total   |
| Equipe            | Temporada         | Jogos               | Gols                | Assist.             | Jogos            | Gols             | Assist.          | Jogos                       | Gols                        | Assist.                     | Jogos              | Gols               | Assist.            | Jogos | Gols  | Assist. |
| ----------------- | ----------------- | ------------------- | ------------------- | ------------------- | ---------------- | ---------------- | ---------------- | --------------------------- | --------------------------- | --------------------------- | ------------------ | ------------------ | ------------------ | ----- | ----- | ------- |
| Joseense          | 2014              | —                   | —                   | —                   | —                | —                | —                | —                           | —                           | —                           | 17                 | 3                  | 0                  | 17    | 3     | 0       |
| Joseense          | 2014              | —                   | —                   | —                   | —                | —                | —                | —                           | —                           | —                           | 14                 | 3                  | 0                  | 14    | 3     | 0       |
| Joseense          | Total             | 0                   | 0                   | 0                   | 0                | 0                | 0                | 0                           | 0                           | 0                           | 31                 | 6                  | 0                  | 31    | 6     | 0       |
| Kapfenberg        | 2015–16           | 29                  | 9                   | 4                   | 1                | 0                | 0                | —                           | —                           | —                           | —                  | —                  | —                  | 30    | 9     | 4       |
| Kapfenberg        | 2016–17           | 35                  | 14                  | 7                   | 4                | 6                | 0                | —                           | —                           | —                           | —                  | —                  | —                  | 39    | 20    | 7       |
| Kapfenberg        | Total             | 64                  | 23                  | 11                  | 5                | 6                | 0                | 0                           | 0                           | 0                           | 0                  | 0                  | 0                  | 69    | 29    | 11      |
| LASK              | 2017–18           | 20                  | 7                   | 2                   | —                | —                | —                | —                           | —                           | —                           | —                  | —                  | —                  | 20    | 7     | 2       |
| LASK              | 2018–19           | 27                  | 13                  | 7                   | 5                | 6                | 4                | 2                           | 1                           | 1                           | —                  | —                  | —                  | 34    | 20    | 12      |
| LASK              | Total             | 47                  | 20                  | 9                   | 5                | 6                | 4                | 2                           | 1                           | 1                           | 0                  | 0                  | 0                  | 54    | 27    | 14      |
| Wolfsburg         | 2019–20           | 32                  | 2                   | 2                   | 2                | 0                | 2                | 7                           | 3                           | 0                           | 2                  | 0                  | 0                  | 43    | 5     | 4       |
| Wolfsburg         | 2020–21           | 16                  | 0                   | 1                   | 4                | 3                | 2                | 2                           | 0                           | 1                           | —                  | —                  | —                  | 22    | 3     | 4       |
| Wolfsburg         | Total             | 48                  | 2                   | 3                   | 6                | 3                | 4                | 9                           | 3                           | 1                           | 2                  | 0                  | 0                  | 65    | 8     | 8       |
| Al-Jazira         | 2021–22           | 19                  | 1                   | 3                   | 6                | 2                | 1                | 0                           | 0                           | 0                           | 3                  | 0                  | 2                  | 28    | 4     | 5       |
| Al-Jazira         | Total             | 19                  | 1                   | 3                   | 6                | 2                | 1                | 0                           | 0                           | 0                           | 3                  | 0                  | 2                  | 28    | 4     | 5       |
| Botafogo          | 2022              | 0                   | 0                   | 0                   | 0                | 0                | 0                | —                           | —                           | —                           | 0                  | 0                  | 0                  | 0     | 0     | 0       |
| Botafogo          | Total             | 0                   | 0                   | 0                   | 0                | 0                | 0                | 0                           | 0                           | 0                           | 0                  | 0                  | 0                  | 0     | 0     | 0       |
| Total na carreira | Total na carreira | 178                 | 46                  | 26                  | 22               | 17               | 9                | 11                          | 4                           | 2                           | 36                 | 6                  | 2                  | 237   | 74    | 38      |

- a. ^ Jogos da Copa da Áustria, Copa da Alemanha, UAE President Cup e Etisalat Emirates Cup
- b. ^ Jogos da Liga Europa da UEFA
- c. ^ Jogos do Campeonato Paulista e Amistoso, Supercopa dos Emirados Árabes Unidos e Mundial de Clubes

## Títulos
Al-Jazira
- Supercopa dos Emirados Árabes Unidos: 2021

Botafogo
- Taça Rio: 2023

### Prêmios individuais
- Artilharia da Copa da Áustria de 2018–19: 6 gols